# Giacomo Simonetta
Giacomo kardinal Simonetta, italijanski rimskokatoliški duhovnik, škof in kardinal, * 1475, Milano, † 1. november 1539.

## Življenjepis
17. julija 1528 je bil imenovan za škofa Pesare; škofovsko posvečenje je prejel 14. septembra 1529.
21. maja 1535 je bil povzdignjen v kardinala in čez 10 dni je bil imenovan za kardinal-duhovnika.